# Uber Cup 2012/Qualifikation Amerika
Die Qualifikation zum Uber Cup 2012 des amerikanischen Kontinentalverbandes fand vom 17. bis zum 19. Februar 2012 in El Monte statt.

## Endstand
| Platz | Land        | Spiele | gew. | verl. | Pkte. gew. | Pkte. verl. |
| ----- | ----------- | ------ | ---- | ----- | ---------- | ----------- |
| 1     | USA         | 4      | 4    | 0     | 18         | 2           |
| 2     | Kanada      | 4      | 3    | 1     | 17         | 3           |
| 3     | Brasilien   | 4      | 2    | 2     | 9          | 11          |
| 4     | Barbados    | 4      | 1    | 3     | 3          | 17          |
| 5     | Puerto Rico | 4      | 0    | 4     | 3          | 17          |

## Ergebnisse
|                        | Ergebnis |                    |
| ---------------------- | -------- | ------------------ |
| 17. Februar 2012 09:00 |          |                    |
| Kanada                 | 5-0      | Brasilien          |
| Vereinigte Staaten     | 5-0      | Barbados           |
| 17. Februar 2012 19:00 |          |                    |
| Puerto Rico            | 1-4      | Brasilien          |
| Kanada                 | 5-0      | Barbados           |
| 18. Februar 2012 10:30 |          |                    |
| Vereinigte Staaten     | 5-0      | Brasilien          |
| Kanada                 | 5-0      | Puerto Rico        |
| 18. Februar 2012 16:30 |          |                    |
| Barbados               | 0-5      | Brasilien          |
| Vereinigte Staaten     | 5-0      | Puerto Rico        |
| 19. Februar 2012 10:30 |          |                    |
| Puerto Rico            | 2-3      | Barbados           |
| 19. Februar 2012 16:30 |          |                    |
| Kanada                 | 2-3      | Vereinigte Staaten |